# Optimus Prime
Optimus Prime é o protagonista do universo Transformers. Ele é o lider dos Autobots, um grupo de robôs Cybertron, e detentor da Matriz da Liderança em quase todas as suas versões. Seu maior inimigo é Megatron, líder dos Decepticons, que na maioria das séries já foi amigo de Optimus em Cybertron. Sua forma alternativa é sempre um caminhão, exceto na série animada Transformers: Robots in Disguise
No Brasil ficou conhecido na década de 80 como "Líder Optimus" na série animada e "Supremus Absolutus" nas HQs - até a edição nº 06 da Transformers Especial, após esta foi utilizado seu nome original, bem como nas versões animadas posteriores a G1.
Optimus é um guerreiro sem igual, além de um excelente estrategista, porém o que o destaca é sua liderança complacente, em que é capaz de sacrificar a própria vida para salvar a de seus comandados ou qualquer outro ser vivo. Sua principal arma é um rifle laser, mas carrega em sua carroceria um canhão e um pequeno veículo-autobot espião (não ficou explicado se ele faz parte de Optimus como uma extensão de seu corpo ou se é um autobot independente). Nas posteriores versões de Optimus Prime, sua carroceria passou a combinar com ele para se transformar em um robô maior e mais forte.
Escrevendo para a IGN, Daniel Phillips disse que a ideia por trás de Transformers é uma das "mais idiotas", no entanto que a série se tornou popular por diversas razões que incluem o conflito entre Autobots e Decepticons, mais especificamente, entre Optimus Prime e Megatron.

## Transformers Generation 1 (G1)
A primeira versão de Optimus Prime se transformava em um caminhão Freightliner Cab-over-engine Class 8 vermelho e azul. É  o sucessor de Sentinel Prime e antecessor de Rodimus Prime na linhagem dos Primes. Carrega um trailer no modo caminhão que desaparece no modo robô, e dentro dele guarda um pequeno veículo chamado Roller.
No passado, Optimus era chamado de Orion Pax e tinha uma namorada chamada Ariel, mas quando os dois foram gravemente feridos por Megatron, Alpha Trion os reconstruiu como Optimus Prime e Elita-1. Optimus se tornou o líder dos Autobots para enfrentar os Decepticons, e para isso usa seu canhão de íons e seu machado de energon.
Optimus Prime é morto no filme de 1986, mas um tempo depois é revivido e volta ao comando dos Autobots.

## Beast Wars
Na série Beast Wars, que pertence à G1, o lugar de Optimus Prime é ocupado por Optimus Primal. Mas o líder original aparece em alguns episódios desativados em uma montanha com os outros Autobots, como ficaram na série original ao chegarem na Terra por milhões de anos...

## Robots in Disguise
Na série Robots in Disguise, Optimus Prime se transforma em um caminhão de bombeiros. Seu modo robô normal é formado apenas pela dianteira do veículo, mas ele pode se juntar com a traseira para formar o Modo de Batalha.
Optimus Prime e seu irmão Ultra Magnus foram criados em Cybertron por Alpha Trion, e a Matriz da Liderança o escolheu como líder dos Autobots. Optimus pode se combinar com Ultra Magnus para formar Omega Prime.
Na Terra, Optimus Prime foi escaneado por uma plataforma Decepticon ao mesmo tempo que um caminhão tanque, e acabou dando origem à Scourge.

## Trilogia Unicron
Na trilogia Unicron, dividida em Armada, Energon e Cybertron, Optimus Prime se transforma em um caminhão diferente em cada série, mas sempre possui a habilidade de se combinar com seu trailer. Optimus também pode se combinar com Jetfire e formar Jet Optimus. Está sempre acompanhado pelo Minicon Sparkplug.

## Trilogia Live-Action de Michael Bay

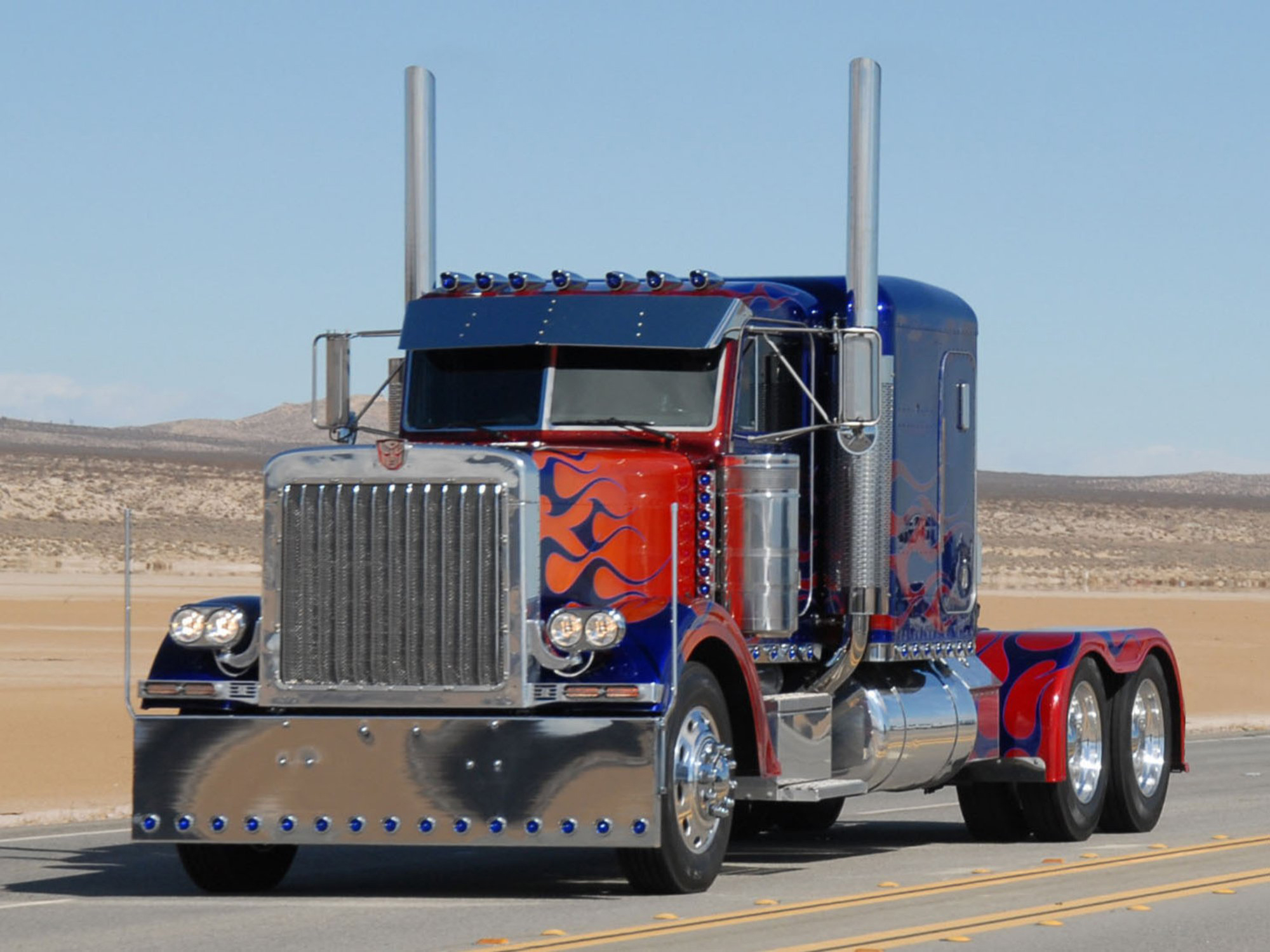
Optimus Prime no modo caminhão/carreta (Transformers (filme))

Nesta versão, Optimus Prime é o último descendente da Dinastia dos Primes e sucessor de Sentinel Prime. Em Cybertron, ele era apenas um operário da equipe de Sentinel Prime até descobrir suas origens e se tornar o líder dos Autobots. Na Terra, se transforma em um Peterbilt 379 com pintura de chamas.
No primeiro filme da trilogia, Optimus Prime veio para a Terra atendendo ao chamado de Bumblebee para encontrar Sam Witwicky. Eles procuram pela AllSpark, até serem confrontados pelos Decepticons.
Optimus mata Bonecrusher assim que chega em Mission City, arrancando sua cabeça com uma espada de energon. Ao entrar na cidade, encontra Megatron. Optimus usa seu canhão de íons contra o líder Decepticon, mas não consegue derrotá-lo e Megatron só é morto quando Sam coloca o AllSpark no seu peito.
Em Revenge of the Fallen, Optimus Prime e os Autobots trabalham em equipe com soldados humanos no Comando NEST. Em uma missão em Xangai, Demolishor avisa Optimus sobre o retorno de Fallen, mas Optimus não dá atenção e mata o Decepticon com um tiro de seu canhão de íons.
Mais tarde, Optimus enfrenta Megatron, que foi ressuscitado, Starscream e Grindor para salvar Sam. Ele usa seus canhões duplos, suas duas espadas de energon e seus dois ganchos de energon. Consegue matar Grindor, mas é morto por Megatron.
Quando Sam encontra a Matriz da Liderança no Egito, o corpo de Optimus é levado para lá e ressuscitado. Optimus se combina com Jetfire para enfrentar Fallen, e o mata, também deixando vários danos em Megatron.
Em Dark of the Moon, Optimus passa a carregar um trailer no modo caminhão, que possui o modo de plataforma de armas, onde Optimus guarda todo o seu armamento, e o modo jetpack, que dá à Optimus a habilidade de voar. Ele usa uma espada de energon e um escudo para enfrentar Driller no início do filme.
Depois de descobrir que Sentinel Prime estava desativado na Lua, Optimus o traz para a Terra e o ressuscita com a Matriz da Liderança. Optimus o leva para conhecer o planeta Terra, mas Sentinel se revela um traidor e ameaça matar Optimus. Quando os Autobots são exilados, Starscream destrói a nave em que eles estavam, mas eles sobrevivem e caem no oceano.
Optimus usa um novo canhão para enfrentar os Decepticons em Washington, e depois usa a jetpack para matar Driller. Shockwave dispara nele e acaba o deixando preso em vários cabos por um longo tempo. Mas quando se liberta, Optimus parte para a batalha e mata diversos Decepticons usando todas as armas da sua jetpack, e usa um tipo de soco inglês para destruir Shockwave.
Em seguida, Optimus enfrenta Sentinel usando uma espada de energon e um machado de energon. Perde o braço direito durante a batalha e cai, mas como Megatron intervém, Optimus consegue se recuperar e mata o líder Decepticon arrancando sua cabeça com o machado e rouba seu canhão para matar Sentinel Prime.
Em Age of Extinction, Optimus que antigamente se transformava num Peterbilt 379 como que era em três filmes anteriores e agora, já assume-se num caminhão bem enferrujado o que faz muita referência ele dos anos 80. E mais tarde, se transforma num novo Western Star 4900 SB bem avançado e bem modificado, e com uma nova aparência no modo robô. Com a aparência parecida de um cavaleiro, e agora possuí novas armas como uma espada e um escudo completamente que pode se transformar num canhão.
Quatro anos se passam após a destruição da cidade de Chicago, os autobots e decepticons já mantem escondidos, pois são caçados pelo governo. Depois disso, Optimus mantem-se escondido num antigo teatro quando ele é comprado por um inventor chamado Cade Yeager. Mais tarde, Cade descobre que o caminhão que comprou era na verdade era um transformer, Optimus Prime. Porém optimus revela a Cade o que aconteceu.  Ele disse que havia sido levado para uma emboscada numa armadilha, em que mesmo assim, havia conseguido fugir e assumindo esta forma de um caminhão velho. Enquanto isso, o governo chega e dizendo pro cade que estavam encontrando um caminhão, porém cade se recusa e o próprio pessoal do governo, ameaça-os, forçando a dizer onda estar o tal caminhão. Optimus aparece salvando cade e sua família. Durante a perseguição, lucas morre, enquanto o pessoal consegue escapar, e unido-se com os autobots que estavam isolados no deserto. Na noite seguinte optimus, pega num assunto que lockdown esta o caçand-os e os humanos estão o ajudando-o. Optimus que saber porque, cade porém sabe que é, e mostra as gravações aos autobots a morte do resto dos autobots. ele diz que o drone que hakeou, veio numa empresa chamada KS, que fica em chicago. Com isso, os autobots vão lá e resgatam o brains e fogem. Porém são perseguidos.
Os quatro filmes iniciam e terminam com uma narrativa de Optimus.

## Transformers Prime
Em Transformers: Prime, Optimus Prime se transforma em um caminhão baseado na versão dos filmes, porém sem as chamas. No passado ele se chamava Orion Pax e foi pupilo de Megatron. Ao se tornar Optimus Prime pelo Conselho de Cybertron, Megatron se revoltou e criou os Decepticons.
Optimus carrega a Matriz da Liderança no peito e a usa para derrotar Unicron, mas isso tem uma consequência muito alta e faz Optimus perder a memória lembrando apenas antes da guerra de Cybertron, quando era Orion Pax, Megatron se faz de amigo, no final ele recupera a memória com a ajuda de Jack.
Suas armas principais são dois canhões e duas espadas acopladas aos seus braços. Ele usa um trailer em apenas dois episódio da série.
Já em Transformers Prime Beast Hunters, Optimus adquiri uma nova forma veicular ganhando um Jet-Pack e dando-lhe a habilidade de voo, além de ficar mais alto e robusto e possuindo novas armas. Transformers Prime Beast Hunters - Predacons Rising, Optimus se sacrifica para salvar os outros Cybertronianos.
Em Transformers Prime Beast Hunters em um epsodio Bumblebee morre e ressuscita em segredo e mata Megatron tendo sua voz de volta graças a ciber-matéria do canhão de Megatron e a medicina de Ratchet.